# Кузьмовка (Харьковская область)
Кузьмовка (укр. Кузьмівка) — село в Валковской городской общине Богодуховского района Харьковской области Украины.
Код КОАТУУ — 6321282006. Население по переписи 2001 г. составляет 52 (20/32 м/ж) человека.

## Географическое положение
Село Кузьмовка находится на правом берегу реки Мжа, село разделено на две части лесным массивом (дуб).
В 2-х км расположено село Гонтов Яр, в 4-х км г. Валки,

## История
- 1693 — дата основания.
- В 1940 году, перед ВОВ, на хуторе Кузьмовка было 48 дворов.[1]

## Экономика
- В селе есть молочно-товарная ферма.